# Bos-aardslak
De bos-aardslak (Lehmannia marginata) is een slakkensoort uit de familie van de Limacidae. De wetenschappelijke naam van de soort werd in 1774 voor het eerst geldig gepubliceerd door Otto Friedrich Müller.

## Beschrijving
De bos-aardslak bereikt een lichaamslengte van 25 tot 50 mm. De basiskleur is licht grijsbruin, met lichte kielstrepen en twee donkere banden op de mantel. Het mantelschild is donkerder in het midden en heeft een band aan de zijkant. Het uiteinde van de staart is duidelijk gekield en de zool is lichtgrijs van kleur. Het slijm van de bos-aardslak is kleurloos.

## Verspreiding, leefgebied en voedsel
De bos-aardslak is inheems in Noord-, Midden- en West-Europa. Het leeft voornamelijk in loofbossen, vooral onder de bast van dode bomen. De bos-aardslak leeft van algen, korstmossen en ook van schimmels, die hij aantreft op de bast van bomen. Als het regent, kruipt het omhoog in de boomtoppen van de beukenbomen om te grazen op de aanwezige algengroei.